# شعبان عبدالرحیم
شعبان عبدالرحیم مشهور به شعبولا (عربی: شعبان عبد الرحیم؛ زادهٔ ۱۵ مارس ۱۹۵۷ - ۳ دسامبر ۲۰۱۹)، خوانندهٔ اهل مصر بود.